# Viola de arco
La viola de arco, vihuela de arco, fídula, viela o giga es un instrumento de cuerda frotada similar al violín, aunque con un cuerpo algo más largo y más profundo, de tres a cinco cuerdas y un clavijero. El sonido se obtiene al frotar las cuerdas con un arco, teniendo el instrumento apoyado en el pecho o en el muslo. 
Alcanzó gran popularidad durante la Edad Media, siendo utilizado por los trovadores y los juglares desde el siglo XIII al siglo XV. Es un instrumento que dejó de usarse en Europa desde ya varios siglos, actualmente solo se interpreta por músicos especializados en música antigua y en los pueblos de la amazonía ecuatoriana.

## Terminología
Este instrumento recibe múltiples denominaciones. Entre ellas se encuentran viola de arco y vihuela de arco, que según Remnant son sus nombres habituales en español. 
Fídula y viela, más cercanas a la denominación francesa vielle, son otras posibilidades de nombrar el instrumento. 
También se le ha llamado giga e incluso rabel, aun este último responde a una tipología específica de vihuela de arco de origen oriental, pequeño y construido en una sola pieza de madera.

## Descripción

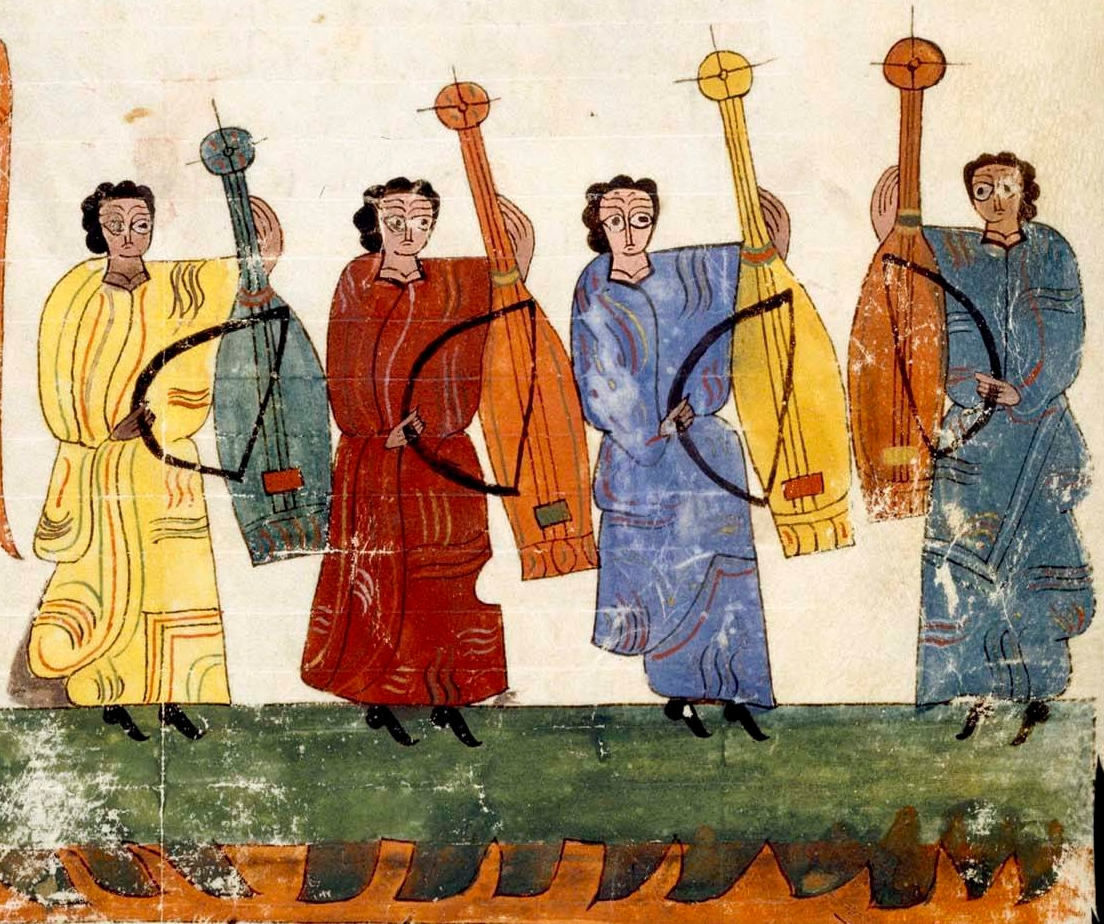
miniatura mozárabe de un Beato del año 900-950. BNE Vitr. 14/1. Folio 130r.

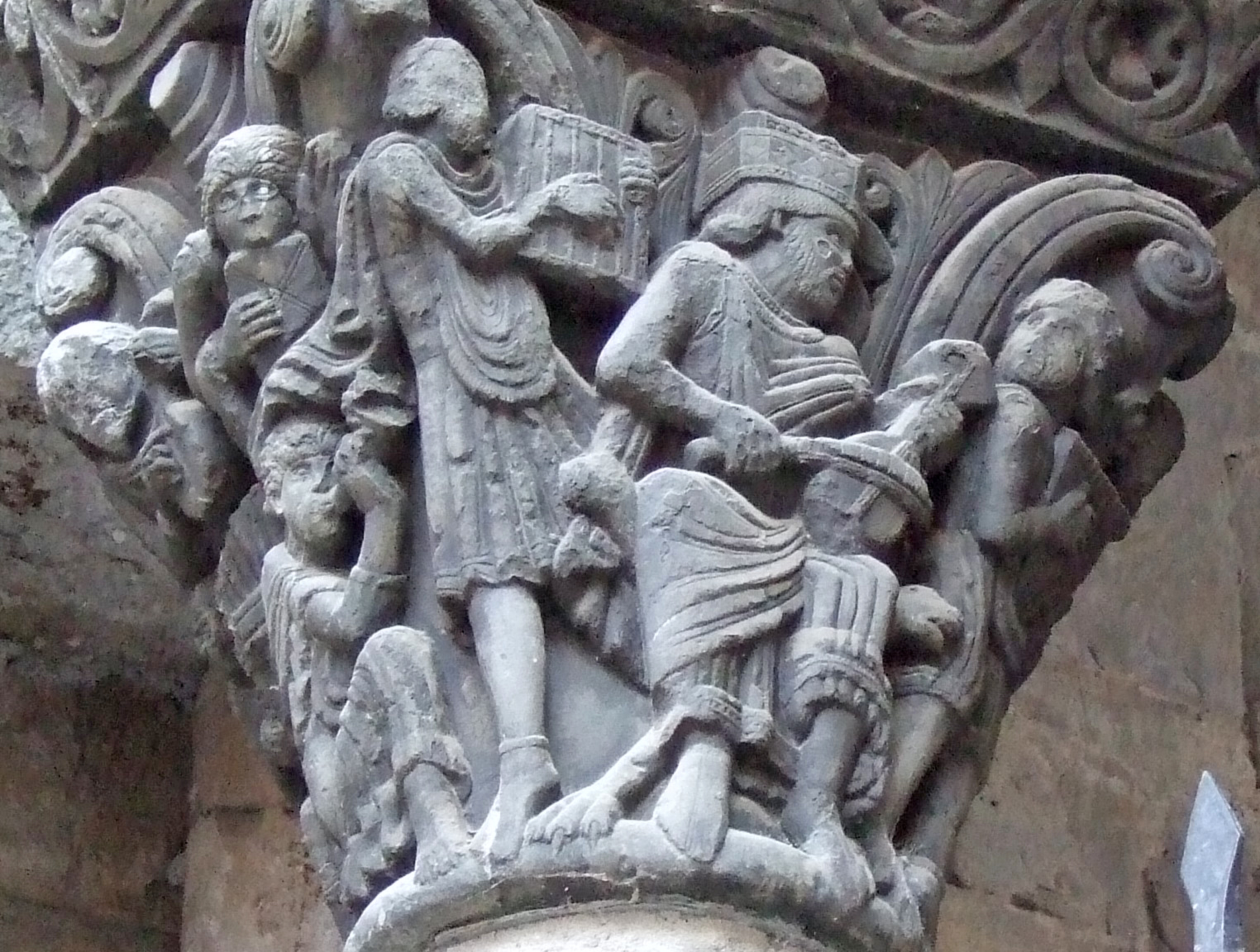
Capitel de la catedral de Jaca (c. 1080), que representa al rey David tocando en su trono una vihuela de arco junto con otros músicos.

Durante la Edad Media los instrumentos de cuerda frotada no respondían a un estándar constructivo, pues los violeros experimentaban constantemente, la vihuela de arco poseía entre tres y cinco cuerdas de tripa, de seda o, según alguna crónica, de metal; a veces se añadía un bordón lateral. La caja de resonancia podía ser plana o algo convexa y tener forma de óvalo, de gota de agua o almendra, de pera, de rectángulo con las esquinas redondeadas o de ocho, similar a la moderna guitarra. La tapa de la caja de resonancia solía presentar orificios curvos ("oídos"), normalmente dos. Su mástil carecía de trastes y era corto y acabado en un clavijero. El arco, como todos los anteriores al período clásico, tiene su curva hacia afuera como el arco de tiro.
La viola de arco era un instrumento muy versátil, con un sonido más grave que su contemporáneo el rabel medieval. Admitía varias afinaciones (la de tres cuerdas probablemente se afinaban básicamente por quintas) y adoptó muchas formas y registros, desde sopranos hasta graves. Johannes de Grocheo, en De Musica (hacia 1300), señalaba: «la fídula ["viella"] incluye a todos los otros instrumentos... Un buen artista puede tocar con la fídula cualquier cantus y cantilena, así como cualquier forma musical en general».
Constaba de tres a cinco cuerdas entre los siglos X y XIII, con un menor número cuanto más antiguo era el instrumento. Podía tocarse apoyado en el pecho o en el muslo (a la manera del rabel oriental), postura que dará origen a la viola de gamba renacentista. Estas violas de arco darán lugar a los instrumentos renacentistas homónimos (el nombre vihuela de arco ya se usaba en la Edad Media), y a la familia de violines del Barroco.

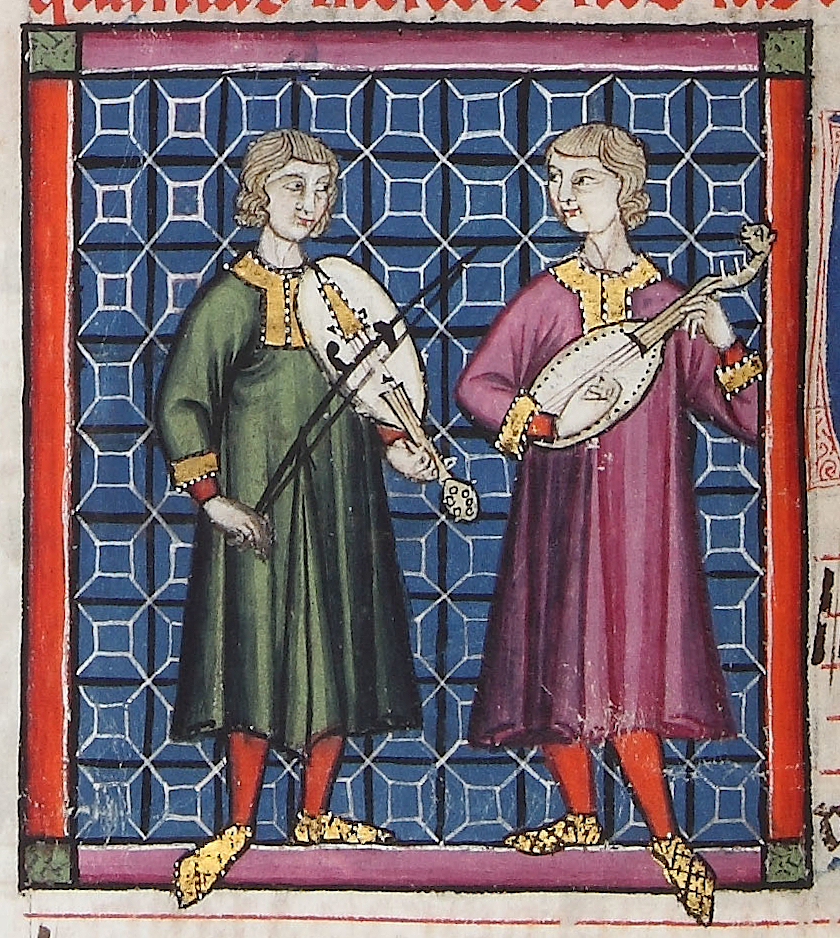
Vihuela de arco y vihuela de péñola en las Cantigas de Santa María de Alfonso X el Sabio.

Dada la carencia de instrumentos sobrevivientes, las reproducciones actuales se efectúan a partir de la iconografía, fundamentalmente la escultura. El Pórtico de la Gloria en Santiago de Compostela tiene varios modelos en manos de los 24 ancianos que allí están esculpidos. También se documenta en el capitel del Rey David tocando con otros músicos de la Catedral de Jaca.
Entre las fuentes literarias medievales que nombran a este instrumento destacan en la primera mitad del siglo XIII el Libro de Alexandre «albogues e salterio, çitola que más trota / guitarra e viola que las cuytas enbota» (estrofa 1545), el Libro de Apolonio (c. 1250) «priso una vihuela y sópola temprar» (est. 185), «priso una viola buena y bien temprada» (est. 426) y, en la primera mitad del siglo XIV, el Libro de buen amor «la viuela de arco faz dulces devailadas» (est. 1231), «arábigo non quiere la viuela de arco» (est. 1516).

—«Amigo, dixo ella, sí Dios te benediga,
por amor, si la has, de tu dulce amiga,
que cantes una laude en rota o en giga:
si no, dicho me has soberbia enemiga.»

Non quiso Apolonio la dueña contrastar,
priso una vihuela e sópola temprar;
dixo que sin corona non sabrié violar,
non queriá —maguer pobre— su dignidat baxar.

[...]

Alçó contra la dueña un poquiello el cejo,
fue ella de vergüença presa un poquillejo;
fue tañendo el arco, egual e muy parejo,
avés cabiá la dueña de gozo 'n su pellejo.
 Libro de Apolonio (h. 1250), estrofas 184-185 y 188
ed. de Manuel Alvar, Barcelona, Planeta, 1991, págs. 28-29. 

## Historia

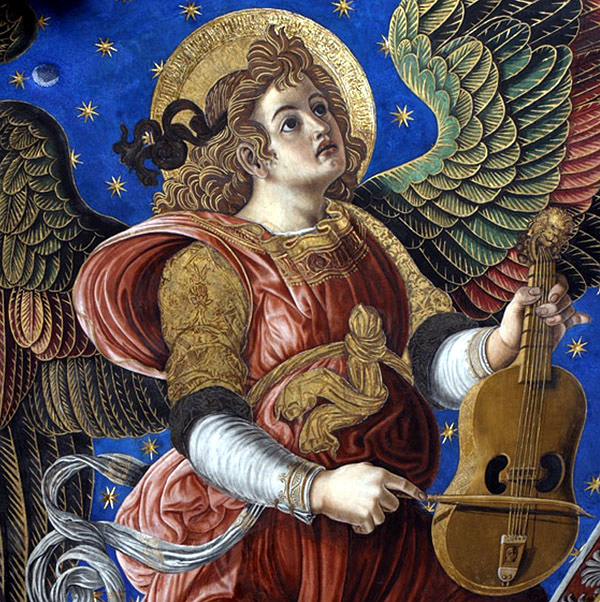
Ángel con vihuela de arco. Fresco de la bóveda del altar mayor de la Catedral de Valencia. Paolo de San Leocadio y Francesco Pagano, 1474.

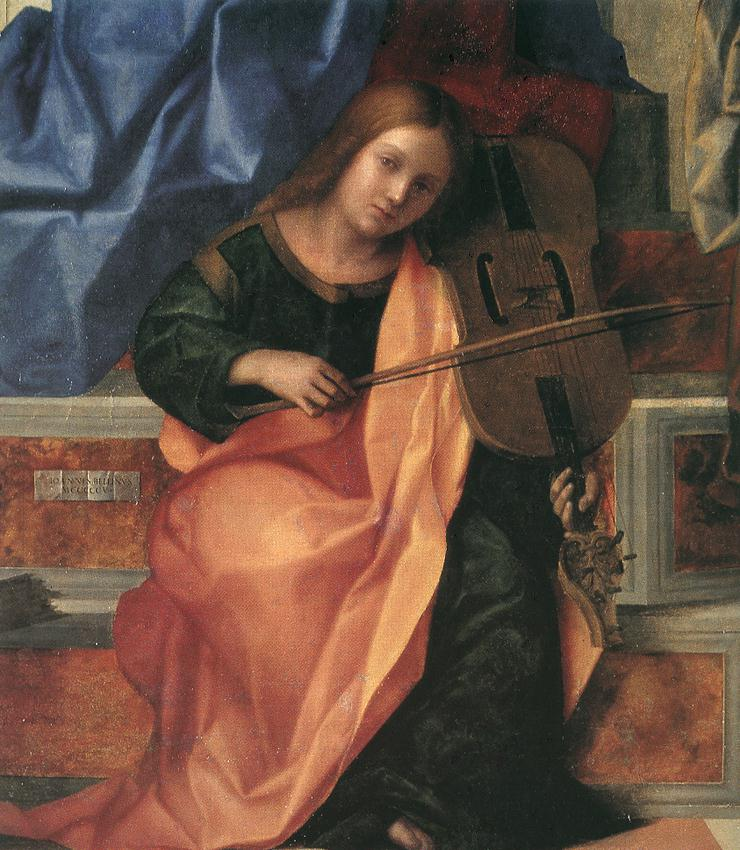
Tañedora de lira da braccio, en el cuadro de Giovanni Bellini, Sacra conversazione, 1505.

Deriva probablemente de la lira bizantina. En España hay indicios de la existencia de este instrumento desde el siglo X, y en Europa aparece en representaciones iconográficas en los siglos XII y XIII. A partir del año 1300 comienza su declive, aunque siguió empleándose hasta el siglo XVI, sobre todo en las islas británicas, donde había llegado hacia 1200.
En la Italia del Renacimiento se desarrolló a partir de la lira bizantina o viola de arco la lira da braccio (lira —en el sentido de la bizantina— de brazo) y la viola da braccio, que eran apoyadas para ser tañidas en el hombro o en el pecho, que se oponían a la lira o viola da gamba. La lira de brazo tenía, habitualmente, cinco cuerdas y dos bordones laterales afinados en re, re1/sol sol1, re1, la1 y mi2 según Giovanni Maria Lanfranco (Scintille di musica, Brescia, 1533) y en re, re1/sol, sol1, re1, la1, re2 según Praetorius (1619). Entre sus intérpretes más conocidos estaban Francesco y Alfonso di Viola, y Leonardo da Vinci, quien, según Vasari, fabricaba su propio instrumento que incluía innovaciones técnicas. De la misma familia era la lira da gamba o lirone, más grande y que podía tener hasta catorce cuerdas y dos bordones laterales.
Se utilizó hasta el siglo XVII en Venecia, Florencia y Roma y en esta última ciudad formó parte de la instrumentación de oratorios como el de Santa Caterina de Luigi Rossi. Con viola da braccio se denominaba a otra derivación muy similar al actual violín de la fídula o viola de arco medieval que constaba de cuatro cuerdas, podía tener trastes y no presentaba los bordones laterales; era un instrumento, como la viola de arco medieval, adecuado para fiestas o bailes. El término viola da braccio o da brazzo se usó en Italia para aludir a los instrumentos de cuerda frotada que se tañían apoyándose en el hombro, por oposición a la familia de la viola a gamba, que se sostenía para su ejecución sobre las piernas; estos instrumentos condujeron a la viola de gamba y al violín.
En la Corona de Aragón apareció desde la segunda mitad del siglo XV una nueva viola a gamba, como el rabel medieval, pero con una morfología muy similar a la vihuela de mano o de péndola o péñola (la que se pulsaba con una púa o plectro). Tenía un puente muy plano que favorecía el acompañamiento mediante acordes. Este instrumento pasó a Italia hacia 1490, probablemente a través del Reino de Nápoles aragonés, y allí comenzó a transformarse para adoptar un puente más curvado y converger con otras violas.